# Vers-Pont-du-Gard
Vers-Pont-du-Gard é uma comuna francesa na região administrativa de Occitânia, no departamento de Gard. Estende-se por uma área de 19,14 km². Em 2010 a comuna tinha 1 856 habitantes (densidade: 97 hab./km²).